# Personaggi di Ally McBeal
Questa voce contiene un elenco dei personaggi presenti nella serie televisiva Ally McBeal.

## Prologo
- Ally McBeal (Calista Flockhart): è la protagonista del telefilm. 27 anni nella prima stagione, avvocatessa, egocentrica e paranoica, viene assunta da un ex compagno di università come socia giovane di un importante studio legale, il "Cage&Fish", ma scopre di avere come collega il suo ex ragazzo, grande amore fin dall'infanzia che nel frattempo si è sposato e vive felicemente con la moglie, cosa che le causerà non pochi problemi. Nonostante sia perennemente in cerca dell'anima gemella, si impegna costantemente nel suo lavoro.
- Richard Fish (Greg Germann):  è socio fondatore della "Cage&Fish". È proprio lui che assume Ally. È un avvocato che per ogni cosa vede solo soldi. Vittima di un'infanzia tremenda, è succube delle belle donne, dei soldi e del sesso; è famoso per le sue "perle di saggezza" maschiliste che concludono con "marchio di fabbrica" o "pietra sopra". Ama soprattutto le donne più grandi di lui, di cui apprezza soprattutto il collo.
- John Cage (Peter MacNicol): soprannominato "Biscottino", è l'altro fondatore dello studio "Cage&Fish"; brillante ma stravagante avvocato, si distingue per le sue stranezze (come il naso che fischia e la sindrome di Tourette) e la sua goffaggine. Si identifica idealmente in Barry White, ha un rifugio dietro ad un bagno e fa esercizi ginnici usando le aste di metallo dei bagni.
- Elaine Vassal (Jane Krakowski):  è la segretaria di Ally al "Cage&Fish"; egocentrica, pettegola e impicciona, cerca di scoprire tutti i segreti degli avvocati in mille modi diversi; pensa di avere grande talento come cantante/ballerina e si esibisce spesso al bar con atteggiamenti sexy; famose le sue invenzioni come il "reggi-viso", il "vibra-seno" e i "preservativi con dedica".
- Billy Thomas (Gil Bellows) (1997-2000): è un avvocato di successo. È il primo vero amore di Ally e il marito di Georgia.
- Georgia Thomas (Courtney Thorne-Smith) (1997-2000): è la moglie di Billy ed è un'avvocatessa. Viene assunta da "Cage&Fish" dopo aver lasciato il precedente studio legale.
- Renee Raddick (Lisa Nicole Carson) (1997-2001): è la migliore amica e coinquilina di Ally. È un procuratore distrettuale.
- Nelle Porter (Portia de Rossi) (1998-2002): è una brillante avvocatessa che entra a far parte dello studio "Cage&Fish". Avrà una difficile storia con John.
- Jennifer «Whipper» Cone (Dyan Cannon) (1997-2000): è un giudice che avrà una storia con Richard Fish.
- Dr. Tracy Clark (Tracey Ullman) (1998-1999): psicoterapeuta di Ally, lancia cure come la "sigla personale" per rinforzare l'auto-stima o il divano semovente che avanza facendo sedere "a forza" i pazienti che vorrebbero andarsene.
- Ling Woo (Lucy Liu) (1998-2002): è una donna d'affari ed avvocato, cliente di Nelle, grazie alla quale conosce lo studio "Cage&Fish". Sarà assunta da Richard che diventerà il suo fidanzato.
- Vonda Shepard: canta nel piano bar sotto l'ufficio "Cage&Fish" dove tutti si ritrovano a fine giornata.
- Larry Paul (Robert Downey Jr.) (2000-2001): è il secondo grande amore di Ally, dopo Billy. È un avvocato ed ha un figlio che vive a Detroit con la madre. È divorziato.
- Mark Albert (James LeGros) (2000-2001): è un avvocato assunto dallo studio dopo la morte di Billy.
- Melanie West (Anne Heche) (2001): è il secondo amore di John Cage; nevrotica come lui, è affetta dalla sindrome di Tourette; verrà scaricata da John stesso a causa della sua avversione verso il poter esser madre.
- Wilson Jade (Bobby Cannavale) (2002): è un avvocato assunto dallo studio "Cage, Fish&McBeal".
- Corretta Lipp (Regina Hall) (2001-2002): è l'assistente di Larry, molto spigliata e diretta. Verrà assunta da "Cage&Fish" dopo che Larry lascia Ally tornando a vivere a Detroit.
- Jenny Shaw (Julianne Nicholson) (2001-2002): è un'avvocatessa assunta da Ally. Verrà licenziata da Ally, diventata socia, costretta a ridurre il personale a causa dei problemi finanziari dello studio legale.
- Glenn Foy (James Marsden) (2001-2002): è un avvocato, ex fidanzato di Jenny e viene assunto da Richard.
- Steven Milter (John Michael Higgins) (2001-2002): psicologo di Ally nella quinta stagione.
- Raymond Milbury (Josh Hopkins) (2001-2002): è un avvocato, amico di Glenn, spregiudicato e sessista; verrà assunto da Ally al "Cage, Fish&McBeal"; sembra rimpiazzare il Billy nuova versione.
- Victor Morrison (Jon Bon Jovi) (2002): è l'idraulico tuttofare, laureato, che sistema la nuova casa di Ally (e non solo quella, aiutandola anche a darle una certa stabilità emotiva) e l'aiuterà con la sua nuova figlia, anche se si stancherà presto e se ne andrà via, scomparendo così anche lui dalla serie.
- Liza Bump (Christina Ricci) (2002): soprannominata "Lolita", è una geniale e giovanissima avvocatessa. Dopo essere stata sconfitta da John Cage in tribunale, verrà assunta da lui al "Cage, Fish&McBeal".
- Jackson Duper (Taye Diggs) (2001): nuovo avvocato dello studio "Cage&Fish"; dopo una breve storia con Renee Raddick, avrà una relazione con Ling Woo.
- Maddie Harrington (Hayden Panettiere) (2002): figlia di Ally McBeal, concepita utilizzando un ovulo congelato dell'avvocatessa. All'età di 10 anni, dopo un'indagine in seguito alla morte del padre, scopre l'identità della madre biologica. Dopo averla conosciuta, decide di vivere con lei.
- Claire Otoms (Dame Edna Everage) (2001-2002): una stravagante signora coinvolta nel primo caso, nello studio "Cage&Fish", di Jenny. Diverrà in seguito una cliente dello studio e infine verrà assunta da Richard come contabile.

## Epilogo
- Ally McBeal abbandona la sua nuova casa, lavoro e amici per riportare la figlia nell'ambiente dove è cresciuta, a scopo terapeutico;
- John Cage, colonna portante della serie subito dopo Ally e socio fondatore dello studio, diminuisce l'attività legale dedicandosi al canto e al ballo in un ristorante messicano;
- Richard Fish, socio fondatore dello studio assieme a Cage, dopo aver avuto delle relazioni con il giudice Whipper e Ling Woo, sposa la nuova assunta Liza Bump;
- Billy Thomas è deceduto a causa di un tumore al cervello;
- Renee Raddick, grande amica di Ally, apre un proprio studio legale insieme a Whipper,a cui poi si unisce Georgia;
- Whipper abbandona la carriera di giudice e si unisce a Renee nel suo nuovo studio legale;
- Georgia Thomas diventa socia dello studio di Renee e Whipper;
- Nelle Porter dopo aver tentato (e fallito) di aprire un proprio studio legale, rimane nello studio "Cage, Fish&McBeal";
- Elaine Vassal continuerà a lavorare come segretaria allo studio "Cage, Fish&McBeal";
- Dr. Tracy Clark si trasferisce in una nuova città, lasciando il proprio studio a Larry, futuro amore di Ally;
- Ling Woo grazie al suo cinismo diventa giudice, con tanto di show televisivo (l'equivalente statunitense del nostro Forum);
- Larry Paul, dopo aver convissuto con Ally per un po', torna a Detroit dal figlio;
- Mark Albert, dopo aver lavorato per lo studio legale "Cage&Fish", scompare dalla serie cambiando presumibilmente studio;
- Glenn Floy, dopo la restrizione del personale allo studio legale "Cage, Fish&Mcbeal", si dimette a causa del licenziamento della sua fidanzata Jenny Shaw, ed apre uno studio legale col suo eterno amore;
- Jenny Shaw, a causa della restrizione del personale allo studio legale "Cage, Fish&McBeal", viene licenziata ed apre uno studio legale col suo eterno amore, Glenn Floy;
- Raymond Milbury, rimane nello studio "Cage, Fish&McBeal";
- Liza Bump si sposa con Richard;
- Corretta Lipp rimane allo studio "Cage, Fish&McBeal".